# Guacimara
Guacimara è il nome di una donna guanci, figlia del re o mencey di Menceyato di Anaga all'arrivo dei conquistatori europei alla fine del XV secolo.
Appare per la prima volta come personaggio nel poema epico Antigüedades de las Islas Afortunadas di Antonio de Viana, pubblicato nel 1604, da cui autori successivi come Tomás Arias Marín de Cubas o José de Viera y Clavijo lo copiarono, quindi la sua esistenza storica non è confermata.
Guacimara era la figlia di Beneharo di Anaga e la sua unica erede, anche se il medico Juan Bethencourt Alfonso aggiunse che aveva altri due fratelli: un ragazzo, battezzato Enrique, e Guajara, moglie di Tinguaro.